# San Pedro Leapi
San Pedro Leapi är en ort i Mexiko.   Den ligger i kommunen San Carlos Yautepec och delstaten Oaxaca, i den sydöstra delen av landet, 500 km sydost om huvudstaden Mexico City. San Pedro Leapi ligger 1 574 meter över havet och antalet invånare är 515.
Terrängen runt San Pedro Leapi är bergig åt sydväst, men åt nordost är den kuperad. Runt San Pedro Leapi är det glesbefolkat, med 9 invånare per kvadratkilometer. Närmaste större samhälle är San Pedro Mixtepec, 18,1 km väster om San Pedro Leapi. I omgivningarna runt San Pedro Leapi växer i huvudsak blandskog.